# Multigiocatore

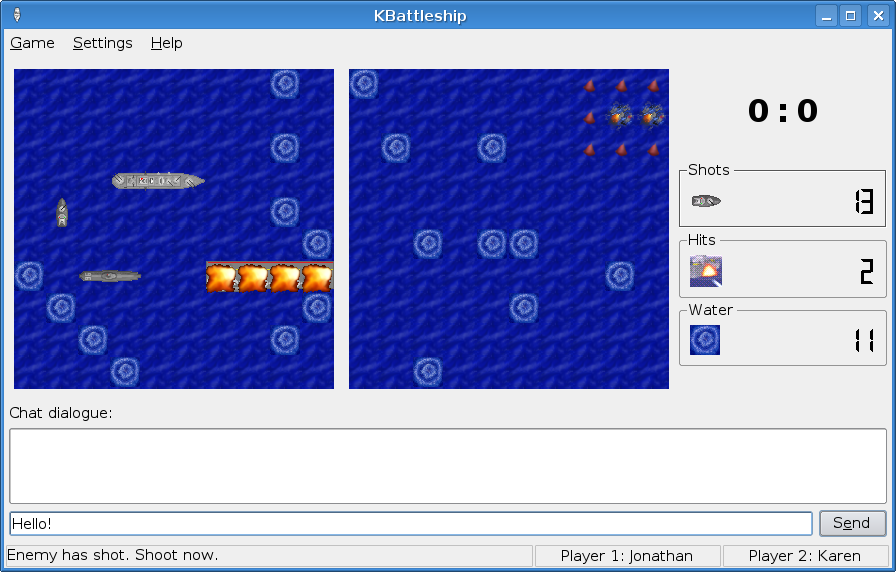
Un semplicissimo esempio di multigiocatore: battaglia navale su KDE

Il multigiocatore, chiamato anche con il corrispondente inglese multiplayer, nell'ambito dei videogiochi è la modalità di utilizzo in cui più persone partecipano al gioco nello stesso tempo, per mezzo di un solo apparecchio (computer, console, cabinato, dispositivo mobile) con più periferiche oppure usando diversi apparecchi in connessione. 
A seconda dei casi, la partecipazione può essere simultanea, con tutti i giocatori in azione contemporaneamente o invece alternata, con questi che agiscono uno alla volta.
Generalmente i videogiochi mettono a disposizione sia la modalità multigiocatore, con un numero di giocatori che può essere fisso o variabile, sia la modalità per il giocatore singolo, ma quelli del genere Massively multiplayer online game, possono essere giocati esclusivamente in modalità multigiocatore.
Un esempio di gioco che consente entrambe le modalità è Minecraft oppure Roblox, che consente sia l'uso come giocatore singolo, sia l'uso in LAN, sia l'MMO attraverso server dedicati.

## Modalità di gioco
Il gioco in gruppo può essere basato su differenti modalità:
- Cooperativa, dove i vari giocatori agiscono collaborando tra loro;
- Competitiva (con alleanze occasionali o vere e proprie squadre), dove i giocatori o squadre di giocatori si sfidano tra loro.

Inoltre, il multigiocatore può avere un'esecuzione di vario tipo:
- Contemporaneo, i giocatori devono eseguire la loro partita nello stesso tempo;
- Alternato, i giocatori si alternano nelle varie fasi del gioco condividendo o meno lo stesso controller;
- Asincrono, varie forme di giochi online che collegano i giocatori ma non richiedono il gioco simultaneo,[2] generalmente sono videogiochi a giocatore singolo con occasionali collaborazioni o invasioni su richiesta o a sorpresa.[3]

Inoltre si può differenziare in base all'obiettivo come:
- Player versus player (PvP), i videogiocatori si sfidano direttamente tra loro;
- player versus environment (PvE), i videogiocatori sfidano il gioco e le sue creature/boss.

Il gioco in multigiocatore può essere eseguito su una sola macchina oppure su più macchine interconnesse fisicamente o tramite internet, il tutto con o senza la possibilità di un qualche tipo di comunicazione tra i giocatori, tramite chat di testo o trasmissione di audio (e, seppur ancora in fase di sperimentazione, anche video).

## Soluzione di Gioco
Vi sono principalmente tre soluzioni per poter giocare con/contro altri giocatori: Condividere la stessa macchina (arcade, console o computer), via Internet o in locale con più macchine interconnesse (principalmente in LAN).

### Macchina unica
In sala giochi e nelle console di nuova generazione, il termine multigiocatore solitamente implica che i giocatori interagiscano tra loro nel gioco attraverso l'uso di più controller utilizzando una sola televisione, magari attraverso l'uso dello schermo diviso (split-screen dal inglese). Molti giochi arcade comunque fanno sì che l'area di gioco possa essere vista contemporaneamente da tutti i giocatori, ad esempio Pong o Bomberman. Alcuni giochi come Halo 2 permettono di avere fino a quattro giocatori nello schermo diviso su ogni console connessa a internet.
Alternativamente giocatori diversi controllano personaggi diversi visualizzabili su un solo schermo (ad esempio Street Fighter II).
Vantaggi di questo sistema sono la semplicità di gioco e installazione, ma sono generalmente pensati per 2 o 3 o 4 giocatori.

### Attraverso internet
Un altro modo per giocare con altre persone è di collegarsi a internet. In questo modo persone fisicamente lontane possono collegarsi ad uno stesso server di gioco e partecipare alla stessa partita.
Tra i vantaggi di questo sistema vi sono la relativa semplicità di collegamento e la possibilità di giocare con persone molto lontane. Per contro non è possibile interagire con queste e la velocità della connessione può influire negativamente sull'esperienza di gioco. Inoltre l'anonimato conferito dalle rete facilita la diffusione di bari (in gergo chiamati cheater), di giocatori che dilazionano le mosse per prendere per sfinimento l'avversario (staller), di coloro che non comunicano (mute) o che offendono pesantemente l'avversario (definiti usualmente con epiteti non enciclopedici).
Un altro problema del gioco via internet, specialmente per giochi d'azione rapida, può essere la latenza.

### In LAN
Giocare in LAN permette di collegare un numero pressoché illimitato di Personal Computer. I giocatori, inoltre, si troveranno nello stesso luogo e potranno interagire prima, durante e dopo le sessioni di gioco. 
Per questo vengono anche organizzati eventi (detti LAN party) in cui da pochi a centinaia di pc in rete ospitano giocatori che possono sfidarsi ad uno stesso gioco (uno di questi eventi si teneva annualmente allo SMAU).

### Altri metodi
È possibile anche la connessione diretta di due macchine tramite modem (chiamata telefonica punto-punto) o cavo null modem. I primi giochi per computer dotati di queste modalità gestivano direttamente tali periferiche, in seguito si sono affermati componenti di sistema come DirectPlay (parte di DirectX) che gestiscono vari tipi di connessione in modo trasparente per il software del videogioco.
Le console, anche portatili, talvolta permettono di essere collegate tra loro nelle vicinanze tramite cavi specifici o porte wireless.
I primi videogiochi di gruppo furono sviluppati agli inizi in numerose università nell'ambito di studi eseguiti da ricercatori e studenti o anche dagli stessi come semplici passatempi.
Questi giochi adatti alla partecipazione molti concorrenti in contemporanea, che furono fatti per vari tipi di macchine molto potenti, permettevano l'uso solamente tramite i terminali dei primi computer presenti in differenti strutture dei "campus" universitari.

## Tipi di videogioco
Sono di molti tipi i giochi che possono essere giocati in multiplayer. I più popolari sono:

### MMO Massively multiplayer online
Alcuni giochi "online", detti MMO, prevedono che un enorme numero di giocatori prendano parte contemporaneamente al gioco, all'interno di grandi partite che proseguono ininterrottamente giorno e notte. I due più famosi sottogeneri di questo tipo di giochi sono i MMORPG (gioco di ruolo), come Ultima Online, Vindictus, EverQuest o World of Warcraft, e i MMORTS (strategia in tempo reale). Questi giochi sono generalmente fatti online attraverso internet proprio per la loro necessità di avere tantissimi partecipanti presenti contemporaneamente.

### Simulazione
In questo gruppo dei videogiochi di simulazione sono annoverati tutti quelli di pilotaggio (volo e guida non sportiva) in cui si ha a che fare con veicoli, macchine e mezzi vari "civili o militari" sia veri che inventati riprodotti in modo spesso molto particolareggiato, che permettono di avere un alto numero di persone contemporaneamente impegnate nel gioco, a volte in scontri tra loro.

### Sparatutto
Negli sparatutto ogni giocatore controlla un determinato personaggio. Tra i più famosi vi sono sicuramente Doom, Unreal Tournament, Quake, Halo, Call of Duty, Gears of War, Killzone, Warhawk, Medal of Honor, Resistance, Battlefield, Uncharted, Rules of Survival, Fortnite.

### Sportivi
I titoli dei videogiochi sportivi di solito vanno da quelli di guida sportiva sia sull'automobilismo (come Grand Prix, TOCA 2 e TrackMania) che sul motociclismo i quali permettono di avere un alto numero di giocatori contemporaneamente, al calcio (tra cui Pro Evolution Soccer e FIFA) oltre a molti altri tipi di sport.

### Strategia in tempo reale
Nei giochi di strategia in tempo reale (Real Time Strategy, RTS) il giocatore controlla indirettamente un gran numero di unità (come Warcraft II: Tides of Darkness e la serie Command and Conquer tra i primi o StarCraft e la serie Age of Empires tra i più seguiti), ma il numero massimo di giocatori è in genere limitato a 8-12. Non richiedono connessioni estremamente veloci e possono essere facilmente giocati anche in internet.

### Picchiaduro
Nei giochi di picchiaduro il giocatore controlla il personaggio o la squadra e il personaggio o squadra avversari sono controllati da un secondo giocatore.

## Barare online
Come nella maggior parte dei giochi, alcuni giocatori decidono di barare durante le partite in un videogioco multiplayer online. Alcune volte esclusivamente andando alla ricerca di bug, errori di programmazione, o limitazioni del software, anche se tutte le compagnie tentano in tutti i modi di evitare questa pratica, ad esempio attraverso il rilascio di patch che hanno il compito di sistemare errori sia tecnici che concettuali nel gioco. In altri casi chi bara, modifica di propria iniziativa il programma del gioco per ottenerne vantaggi. Per evitare questo molti server di gioco richiedono l'installazione di software (ad esempio PunkBuster e Cheat Engine) che verificano in ogni momento che il gioco rimanga inalterato.